# 独孤陀
独孤陀，字黎邪，云中盛乐（内蒙古和林格尔县）人，西魏八大柱国之一独孤信的第六子，独孤伽罗皇后的异母弟。
独孤陀家族祖上原是北魏匈奴部落酋长，北魏末年，独孤信抛弃父母妻子随孝武帝元修去长安投奔宇文泰，后成为西魏八大柱国之一。北周立国元年（557年），独孤信因参预楚国公赵贵铲除权臣宇文护，事情泄露后被毒杀，独孤陀时任胥附上士，被流放到蜀郡十余年。572年宇文护被杀后，才回到长安。
581年，杨坚登基为帝，下诏追赠皇后之父独孤信为太师、上柱国、冀定等十州刺史、赵国公，食邑万户。独孤陀拜上开府、右领左右将军，封武喜县公。后出为郢州刺史，进位上大将军，累转为延州刺史。开皇九年，平定江南。文帝遣左领军将军独孤陀至浚仪迎劳杨素大军。
独孤陀笃信左道之术，家里养有猫鬼，开皇十八年独孤皇后和杨素之妻郑祁耶患病，医者认为是猫鬼所致，隋文帝认为独孤陀是独孤皇后异母弟，其妻又是杨素异母妹，于是派其独孤陀的哥哥独孤穆以亲情开导他，又亲自避开旁人含蓄劝告，独孤陀言无此事。文帝不悦，将他降为迁州刺史。后又令左仆射高颎、纳言苏威、大理正皇甫孝绪、大理丞杨远人等联合查案，独孤陀家奴婢徐阿尼招认受主人独孤陀指使，以猫鬼向杨素家和独孤皇后下诅咒，文帝派人用牛车将独孤陀夫妻押回，准备赐死于其家。独孤皇后绝食三日请求留独孤陀一命，陀弟司勋侍中独孤整向文帝求情，于是免陀死罪，除名为民，以其妻杨氏为尼。不久独孤陀就死了。隋炀帝即位，追念舅氏之情，赠正议大夫，复赠银青光禄大夫。有二子：独孤延福、独孤延寿。

## 家族
- 高祖：有居斤，夫人贺兰氏。
- 曾祖：初豆伐，夫人达奚氏。
- 祖父：库者，夫人费连氏，长乐郡君。
- 父亲：独孤信，夫人如罗氏，广阳郡君，生独孤罗。郭氏生子六人，善、穆、藏、顺、陀、整；崔氏生献皇后独孤伽罗。

- 长子：独孤延福，名述字延福，唐朝武喜县公
- 次子：独孤延寿

## 延伸阅读
[在维基数据编辑]
 《隋書·卷79》，出自魏徵《隋书》